# Ética veterinária
Ética médica veterinária é um sistema de princípios morais que se aplicam valores e julgamentos para a prática da medicina veterinária. Como uma disciplina acadêmica, a ética médica veterinária engloba sua aplicação prática na clínica, bem como o trabalho em sua história, filosofia, teologia e sociologia. A ética médica veterinária combina medicina veterinária profissional ética e o tema da ética animal. Isto pode ser interpretado como uma reflexão crítica sobre a prestação de serviços veterinários em apoio das responsabilidades da profissão para a espécie animal e para a humanidade.

## História
O Bem-estar Animal tem sido um assunto estudado em profundidade; ele examina as maneiras que um animal pode sofrer em circunstâncias especiais ou como sua vida pode ser enriquecida. Ética Animal é outro assunto bem documentado em que os filósofos, desde Aristóteles, têm ressaltado sua importância. Muitas vezes, referido como "o problema animal", as questões que parecem ser feitas neste campo são, em sua fundação, para tentar determinar qual a diferença relevante moral entre animais e seres humanos: se não há nenhuma diferença, como podemos justificar o tratamento de animais de uma determinada maneira e, por outro lado, se há uma diferença, qual é essa diferença que nos permite tratar os animais em uma determinada maneira.
Ética médica veterinária é um assunto moderno e que não tem definido seu ponto de início. Ela combina o estudo do bem-estar animal e da ética animal, bem como sua raiz e usa informações como dados para suas deliberações. Poderia ser dito que possui uma longa história, no entanto, como uma disciplina acadêmica, só recentemente os trabalhos sobre o tema têm sido publicados.
Os dois maiores acadêmicos que escrevem sobre ética médica veterinária são Bernard Rollin (Colorado State University) e Jerrold Tannenbaum (Universidade da Califórnia, em Davis), podendo ser vistos como os fundadores do assunto em ética médica veterinária. Atualmente, a maioria dos cursos de medicina veterinária possuem a disciplina de ética médica veterinária e, muitas vezes, combinam também o ensino sobre bem-estar animal e sobre as leis.

## Mudança no Código de Ética Médica Veterinária
Pensando nas mudanças que a Medicina Veterinária e o mundo passaram nos últimos anos, o Conselho Federal de Medicina Veterinária (CFMV), após um trabalho de construção conjunta com os Conselhos Regionais de Medicina Veterinária (CRMVs) aprovou, no final de 2016, uma nova versão do código de ética médica veterinária. A Resolução CFMV nº 1138 de dezembro de 2016, que aprova o Código de Ética do Médico Veterinário, foi publicada no Diário Oficial da União em 25/01.  O novo Código de Ética entrou em vigor no dia 09 de setembro de 2017, Dia do Médico Veterinário

## Princípios da Ética Médica Veterinária
A American Veterinary Medical Association (AVMA), regulariza revisões e atualizações de políticas e procedimentos, incluindo um documento considerado o princípios da ética. O Conselho Judicial da AVMA atua como o grupo encarregado de garantir que os princípios são atuais. Muito parecido com o código médico humano, é esperado dos médicos veterinários a adesão a um progressivo código de conduta ética, conhecido como os Princípios de Ética Médica Veterinária (PVME)".
Em fevereiro de 2015, a AVMA aprovou a versão mais recente dos "Princípios da Ética Médica Veterinária", que foi aprovada pela câmara dos representantes do AVMA . O conteúdo dos princípios "foi modelado após o Código de Ética da Associação Médica Americana. No geral existem oito princípios fundamentais, que são:
1. Um médico veterinário deve se dedicar a fornecer cuidado médico veterinário cuidado competente, com compaixão e respeito para o bem-estar animal e a saúde humana
2. Um médico veterinário deve fornecer  atendimento clínico médico veterinário sob os termos de um relacionamento veterinário-cliente-paciente (VCPR).
3. Um médico veterinário deve manter os padrões de profissionalismo, ser honesto em todas as interações profissionais e reportar os veterinários que são deficientes em caráter ou competência para as entidades competentes.
4. Um médico veterinário devem respeitar a lei e também reconhecer a responsabilidade de buscar mudanças, normas e leis que são contrárias aos melhores interesses do paciente e de saúde pública.
5. Um médico veterinário deve respeitar os direitos dos clientes, colegas e outros profissionais de saúde, e devem salvaguardar a informação médica dentro dos limites da lei.
6. Um médico veterinário deve continuar a estudar, aplicar e avançar o conhecimento científico, manter um compromisso com a educação da medicina veterinária, disponibilizar informação relevante para os clientes, colegas, público, e obter consulta ou referência, quando indicado.
7. Um médico veterinário deve, na provisão de cuidados de saúde, exceto em situações de emergência, ser livre para escolher a quem atender, com quem se associar e o ambiente no qual fornece atendimento médico veterinário.
8. Um médico veterinário deve reconhecer a responsabilidade de participar de atividades que contribuam para a melhoria da comunidade e a melhoria da saúde pública.

Lista obtida a partir de "Princípios de Ética Médica Veterinária", revista.
As informações completas sobre as atualizações dos Princípios de Ética Médica Veterinária podem ser encontrados no site da American Veterinary Medical Association localizado no artigo da base de conhecimento, intitulado "Princípios de Ética Médica Veterinária da AVMA " 

## Tópicos importantes
Os tópicos chave na ética médica veterinária são:
- Consentimento informado
- Medicina complementar e alternativa
- Intervenções cosméticas
- Mutilações não terapêuticas
- Negligência
- Profissionalismo
- Influências religiosas
- Ética em pesquisa
- Confidencialidade
- Reprodução selecionada
- Profissão regulamentada

## Conferências
- As Universidades da Federação para o bem-estar Animal (UFAW)[7] oferece anualmente conferências sobre bem-estar animal, que pode ser de interesse para veterinários especialistas em ética.
- Institute of Medical Ethics[8] também oferece conferências, muitas vezes, várias vezes ao ano, sobre as questões de ética que afetam médicos. No entanto, como muitos destes são transferíveis para ética veterinária pode também ser interessante.
- Animal Welfare Science, Ethics and Law Veterinary Association (AWSELVA)[9] oferece, regularmente, reuniões em todos os assuntos relativos ao seu nome.
- A Primeira Conferência Internacional de Veterinária e Ética Animal[10] acaba de ser anunciada, com bolsas de estudo disponíveis para os alunos participantes.
- American Veterinary Medical Association Leadership Conference and House of Delegates[11]
- American Veterinary Medical Association Annual Convention[12]
- Pet Saúde, Eventos De Sensibilização[13]